# Březí (Břeclavi járás)
Březí település Csehországban, Břeclavi járásban. Březí Dobré Pole, Dolní Dunajovice, Bavory, Mikulov és Ottenthal településekkel határos. Lakosainak száma 1819 fő (2024. január 1.).

## Népesség
A település lakosságának változását az alábbi diagram mutatja:
| Lakosok száma | 1606 | 1769 | 1726 | 1208 | 1289 | 1539 | 1581 | 1646 | 1696 | 1819 |
|               | 1869 | 1890 | 1921 | 1950 | 1980 | 2001 | 2017 | 2019 | 2022 | 2024 |